# Cuicocha
Der Cuicocha (Kichwa Kuykucha, „Meerschweinchensee“ oder Kuychikucha, „Regenbogensee“) ist eine Caldera und ein Kratersee von einem Durchmesser von etwa drei Kilometern am Fuße des Cotacachis in den Ecuadorianischen Anden (Provinz Imbabura). Die Caldera entstand durch eine massive phreatische Eruption vor zirka 3100 Jahren, die einen pyroklastischen Fluss von etwa fünf Kubikkilometern Material erzeugte und die umliegende Gegend bis zu 20 cm tief mit vulkanischer Asche bedeckte. Der Vulkan ruht seit dieser Zeit. Er ist, in Verbindung mit Vulkanausbrüchen von benachbarten Vulkanen wie dem Imbabura, dem Mojanda, dem Cotacachi und dem Cayambe, verantwortlich für den fruchtbaren Boden des Otavalo-Tales.
Der abflusslose Kratersee innerhalb der Caldera enthält vier Lavadome aus Dazit, die zwei steile, bewaldete Inseln bilden. Der Zutritt zu diesen beiden Inseln namens Yerovi und Teodoro Wolf ist nicht gestattet. Die Insel Teodoro Wolf ist nach dem Geologen Theodor Wolf benannt. Der Rand der Caldera ist sehr steil und erlaubt keine Vegetation. Ein älterer Lavadom aus dem Pleistozän bildet einen Teil des östlichen Randes. Der See, der maximal 200 m tief ist, ist hochgradig alkalisch und beherbergt wenig Leben.
Auf den Inseln des Sees findet sich dagegen Leben; hier ist vor allem der Silberne Lappentaucher zu nennen, der im Schilf lebt und sich von Algen ernährt. Dieser Vogel kommt zwar überall in den Anden vor, doch ist wenig über ihn bekannt. 1974 ergab eine Zählung einen Bestand von 44 Vögeln in Cuicocha.
Cuicocha bildet den südlichen Teil des Naturschutzgebietes von Cotacachi-Cayapas. Am zweiten Tag des
Inti Raymi (Sonnenfest) zur Sommersonnwende nehmen indigene Kichwa-Schamanen im Cuicocha ein rituelles Reinigungsbad.